# FluxBox
Fluxbox é um gerenciador de janelas livre para X Window System baseado no código do BlackBox 0.61.1. O Fluxbox se encontra na versão 1.3.7, lançada em 8 de fevereiro de 2015. É escrito em C++. Uma de suas capacidades é o suporte para abas de janelas (janelas diferentes podem ser agrupadas em abas de uma mesma janela). Ele também pode executar ações (como minimizar uma janela ou executar um comando pré-determinado) em resposta a seqüências de teclas, de maneira semelhante ao Emacs. Essas e outras funcionalidades podem ser configuradas. Outras funcionalidades estão descritas na página principal do seu website. 
Pequeno, rápido e leve, o Fluxbox é o gerenciador de janelas padrão da distribuição Damn Small Linux. Damn Small Linux é uma distribuição cujo live CD tem menos de 50 MB, e, segundo o seu website, ela é leve o bastante para rodar em um 486DX com 16 MB de memória RAM.